# 悪法も又法なり
悪法も又法なり（あくほうもまたほうなり、悪法も法なり（あくほうもほうなり）とも）は、古代ギリシアからの言葉。世に存在する法律は、それがたとえ悪い法律であっても法律は法律であるため、それが廃止されない限りは守らなければならないという意味。
悪法も又法であるという考え方は、法治主義の観点からは（少なくとも形式的には）正しいと見なされうるが、法の支配や自然法の観点からは否定されることが多い（悪法は法にあらず）。

## 歴史

### ギリシャ
ソクラテスは道行く人たちと熱く議論をしていた。自らはものを知らないというスタイルで知識人たちを論破していった(問答法)。このような斬新なスタイルから若者たちに広く支持されることになった。ソクラテスにやり込められて恥をかかされた者はたまったものではないため、ソクラテスは若者たちを堕落させていると言いがかりをつけられて告訴される。裁判にかけられてもソクラテスは自らの罪を認めないで、陪審員からの印象が悪くなるような発言をしていたために、死刑という最悪の判決をされることとなった。もともと陪審員には国外追放でよいという考えがあった。ソクラテスが幽閉されてから支持者たちはソクラテスを国外に脱出させるための計画を立てたもののソクラテスはこれを拒否する。ソクラテスは逃げられたにもかかわらず死刑になることを選んだ。そして悪法も又法なりという言葉を残して死刑になったと伝えられる。
以上のようにソクラテスの残した言葉と伝えられてきたが、これは誤りである。ソクラテスは法制度が完全でないと理解しており、法に従うことが不正をなすことになる場合、むしろこれを断固として拒否した。ソクラテスが死刑を受け入れたのは、法に従うことで自らが不正な目に遭うのであればやむを得ないと考えたからである。
真山知幸は「悪法も又法なり」とソクラテスが言ったという逸話は、為政者の都合のいい論理として流布されたものであると考えるのが自然であるとしている。

### ドイツ
ナチス・ドイツにおいて行われていた人道に反する行為の大半は合法的なものであった。この行為よりも前に定められていた法律や命令が人道に反するというものであったためである。これは悪法も又法であるために従わなければならないという考えから来ている。ジュネーブ宣言ではこれを踏まえて、医師に対して人道に反することを求めるような法律には従わないということが宣誓された。

### 日本
大日本帝国憲法の時代の日本の法律は、多数決の原理で定められていた。これは国民投票や国会の議決で多数決で可決された法律はどんな法律でも定めるというものであった。この考えで推し進めれば、多数決で定められた法律はどんな法律でも全てが正しいということになってしまい、実質的に見て明らかにおかしいような法律でも正しいということになり、悪法も又法なりという状態であった。後の世から歴史を振り返ってみれば、このようにして定められた法律が正しいということになるのは明らかに不当である。歴史においてのこの事柄を踏まえて、日本国憲法では人権を尊重して、人道に反するような憲法改正や法律は無効とすることとなっている。